# Möriken-Wildegg
Möriken-Wildegg (schweizertyska: Mörike-Wildegg) är en kommun i distriktet Lenzburg i kantonen Aargau, Schweiz. Kommunen har 4 888 invånare (2023).
Kommunen består av orterna Möriken och Wildegg.